# آقداش
آقداش (بالأذرية: Ağdaş) هي مدينة وعاصمة مقاطعة أقداش في أذربيجان. عانت مدينة أقداش من أضرار كبيرة في الرابع من يونيو  لعام 1999 من جراء زلزال ضربها ولكن تم ترميمها وإصلاحها منذ ذلك الوقت. كانت تسمى آراش محل.

## أعلام
- حابيل علييف

## السكان
وفقا لنتائج التعداد الزراعي الأذربيجاني لعام 1921 ، كان سكان أوشكوف في جمعية أغداش الريفية في مقاطعة أريش في جمهورية أذربيجان الاشتراكية السوفياتية يسكنهم 1809 أشخاص (401 مزرعة) ، وكانت الجنسية السائدة هي الأتراك الأذربيجانيين (الأذربيجانيين)